# شاة ولي (مقاطعة دلفان)
شاة ولي (بالفارسية: شاه ولی) هي قرية تقع في قسم كاكاوند الشرقي الريفي (مقاطعة دلفان) في إيران. يقدر عدد سكانها بـ 18 نسمة بحسب إحصاء 2016.